# 张士军
张士军（1962年9月—2015年8月15日），安徽寿县人，1984年12月加入中国共产党，1985年7月参加工作，中华人民共和国地方政治人物。
1985年7月，毕业于安徽师范大学中文系，留校工作。历任安徽师范大学中文系辅导员，安徽师范大学团委副书记，安徽师范大学教学分部办公室副主任，安徽师范大学人事处副处长。1998年10月，挂职任芜湖县人民政府副县长。2003年3月，任芜湖县委副书记。期间，于2003年3月至2004年3月在安徽省委党校中青年干部培训班学习。2004年10月，任芜湖县委副书记、代理县长。2005年1月，任芜湖县委副书记、县长。期间，于2002年9月至2005年7月在安徽省委党校经管专业在职研究生学习。2007年1月，任芜湖县委书记。同年3月，兼任芜湖县人大常委会主任。2010年5月，升任芜湖市委常委、市委秘书长。2015年8月15日因病逝世，享年54岁。